# Troy (Illinois)
Pour les articles homonymes, voir Troy (homonymie).
Troy est une ville de l'Illinois, dans le Comté de Madison aux États-Unis d'Amérique.